# Achada Grande Frente
Achada Grande Frente ou Achada Grande est un quartier de la ville de Praia, capitale du Cap-Vert sur l'île de Santiago. 

## Présentation
Achada Grande Frente est situé à l'est du centre-ville, entre le port de Praia au sud et l'aéroport international Nelson Mandela au nord.
L'ancien aéroport international Francisco-Mendes était situé à Achada Grande Frente.

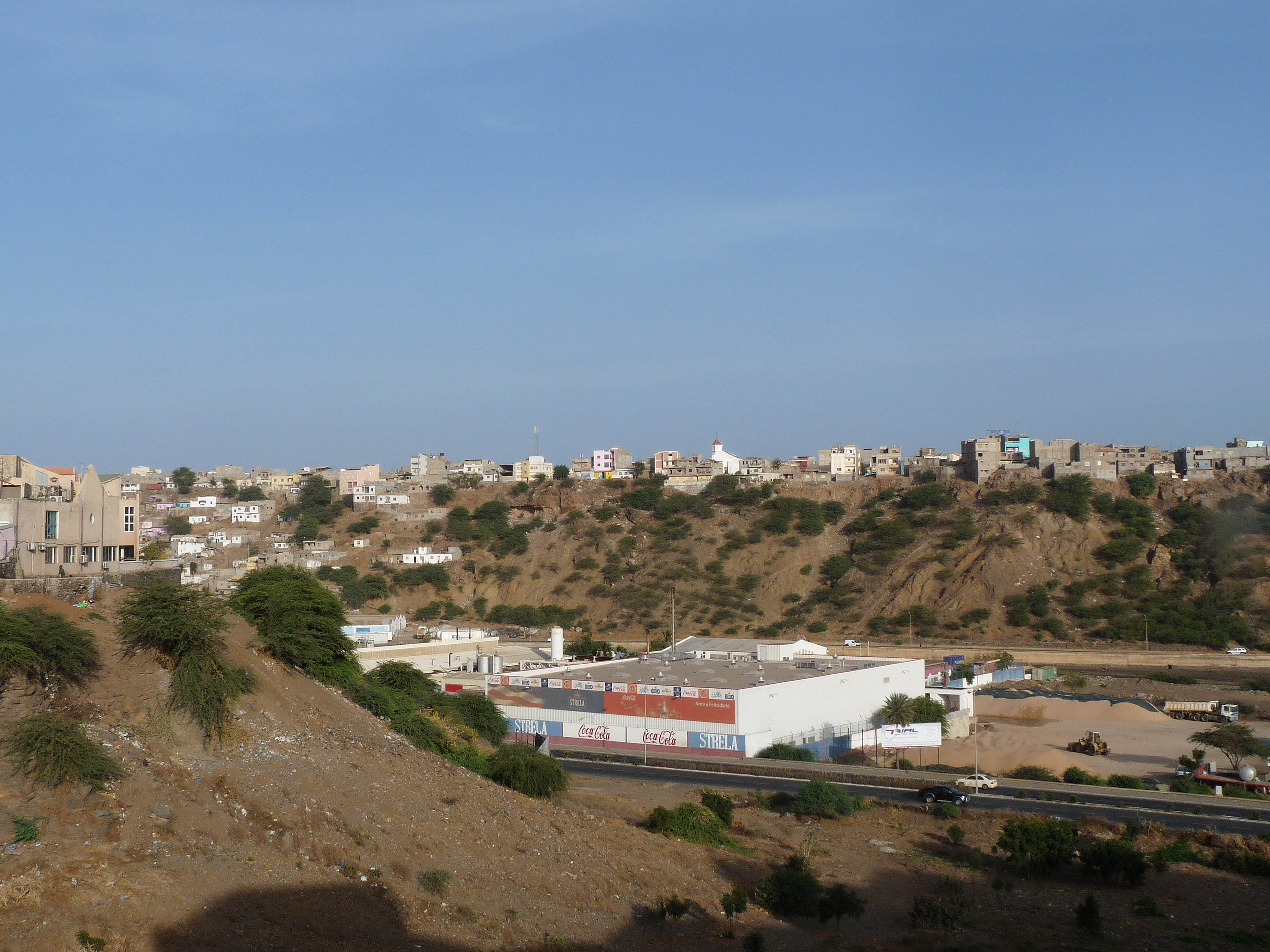
Achada Grande Frente vu de Plateau.

Sa population était de 4 436 habitants au recensement de 2010.